# Mart Kuusik
Mart Kuusik, celým jménem Hugo-Maksimilian Kuusik (rusky Гуго-Максимилиан Рейнгольдович Куузик, 9. prosince 1877 Harjumaa – 24. srpna 1965 Battle Ground) byl estonský veslař, který reprezentoval Ruské impérium. K veslování se dostal při svém studiu na Oxfordské univerzitě, kde získal inženýrský titul. Specializoval se na skif, byl členem týmů Pernauer Ruder Club a Kalev Petrohrad. V letech 1909 a 1910 vyhrál otevřené mistrovství Nizozemska a v letech 1910, 1911 a 1913 byl mistrem Ruska. Na Letních olympijských hrách 1912 ve Stockholmu získal jako jeden z poražených semifinalistů bronzovou medaili v soutěži skifařů.
V době říjnové revoluce byl zatčen čekisty, ale estonské úřady si vynutily jeho propuštění. Od roku 1924 žil v USA a byl majitelem autoservisu.